# Bernie Blanks

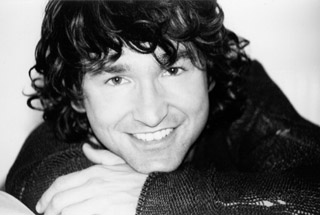
Bernie Blanks

Bernie Blanks (* 12. September 1963 in Rota, Spanien) ist ein US-amerikanischer, in Deutschland lebender Musicalsänger, Songwriter, Manager und Entertainer.

## Leben
Blanks wuchs mit zwei älteren Brüdern und einer jüngeren Schwester in Virginia Beach/Virginia auf. Sein Studium der englischen Literatur und Geschichte schloss Bernie Blanks mit dem Bachelor of Arts ab, ehe er nach New York ging, um ins Showgeschäft einzusteigen.
Im Alter von elf Jahren entdeckte ein Lehrer das gesangliche und schauspielerische Talent von Bernie Blanks und bat seine Eltern, ihn für eine Rolle in dem Musical The Most happy fella vorsingen zu lassen. Ab Mitte der 1980er Jahre war er in verschiedenen Musical-Produktionen wie Evita und A Chorus Line zu sehen, ehe er für die Japan/Australien-Tournee des Musicals Starlight Express engagiert wurde.
Starlight Express führte Bernie Blanks 1988 nach Deutschland und machte ihn hier bekannt. Er spielte drei Spielzeiten (1988 bis 1990, 1992 bis 1993 sowie von 2004 bis 2006) die Rolle der Dampflok Rusty. Zwischen den einzelnen Engagements bei Starlight Express spielte er Haupt- und Nebenrollen in den Musicals Grease und Shakespeare & Rock'n' Roll. Von 1999 bis 2001 spielte er in Oberhausen in Peter Maffays Tabaluga & Lilli den Drachen.
Bernie Blanks arbeitete als Ausbilder im Bereich Gesang- und Song-Interpretation in New York, USA. Er schrieb Texte für seine eigenen Lieder sowie für die Band Bro’Sis und Nicole da Silva. Mit seiner eigenen Konzertreihe „Another Country“ ging er 2005/2006 erfolgreich auf Tournee. 2008 wirkte Bernie Blanks bei der erfolgreichen Jubiläumstournee von Musical Hautnah als Solist mit. Im Januar 2009 war er in Australien Begleitperson von Lorielle London für die RTL-Show Ich bin ein Star – Holt mich hier raus!.
Anfang 2008 gründete Bernie Blanks zusammen seiner Geschäftspartnerin Britta Ehlen die Künstleragentur „Blanks Ehlen Ltd.“ 
Er lebt heute mit seinem Partner Brent Barret in Las Vegas (USA). 

## Engagements
Musical
- 1985: Evita (Tidewater Dinner Theatre, USA), Ensemble
- 1985: A Chorus Line (Tidewater Dinner Theatre, USA), Erstbesetzung Mike
- 1988–1990: Starlight Express (Starlight Theater Bochum, Bochum), Erstbesetzung Rusty
- 1992–1993: Starlight Express (Starlight Theater Bochum, Bochum), Erstbesetzung Rusty
- 1994–1995: Shakespeare & Rock'n Roll (Freie Volksbühne Berlin, Berlin) Ariel/Lieutnant
- 1996–1997: Grease (Capitol Theater Düsseldorf, Düsseldorf), Erstbesetzung Roger / Zweitbesetzung Danny
- 1996–1997: Grease (Raimund Theater Wien, Wien), Erstbesetzung Roger/Zweitbesetzung Danny & Johnny Casino
- 1997–1998: Godspell (Capitol Theater Düsseldorf, Düsseldorf), Erstbesetzung Jesus
- 1999–2001: Tabaluga & Lilli (TheatrO CentrO Oberhausen, Oberhausen), Erstbesetzung Tabaluga
- 2002: Camelot (Papermill Playhouse New Jersey, USA), Ensemble
- 2002: Miss Saigon (Papermill Playhouse New Jersey, USA), Soldat
- 2003: Chicago (Lyric Theatre of Oklahoma, USA), Ensemble
- 2003: Radio City Christmas Spectacular (Theatre of Detroit, USA), Tänzer u. Sänger
- 2004–2006: Starlight Express (Starlight Theater Bochum, Bochum), Erstbesetzung Rusty
- 2004: Pageant (Lyric Theater of Oklahoma, USA), Miss Westcoast

Tourneen, Sonstiges
- 1998: Bernie B. Personality Show
- 2005/2006: Another Country Konzertreihe in Nordrhein-Westfalen
- 2007: Punk and Raging Queen Benefiz-Konzert im Ebertbad in Oberhausen
- 2007: Bernstein on Broadway Konzert mit Brent Barrett im Gran Teatre del Liceu, Barcelona Opera House in Barcelona
- 2007: Charly Brown Choreographie der Produktion in Las Vegas
- 2007/2008: Musical Hautnah 10-jährige Jubliäumstournee durch Deutschland
- 2009: Out Of This World, Konzert anlässlich seines 20-jährigen Bühnenjubiläum in Deutschland, im Ebertbad Oberhausen

Als Entertainer war er Gast und Solist von Herstellern wie Arcor, Olympus und Mercedes auf Messen (CeBIT, photokina, Automobilmessen).

## Veröffentlichungen
- CD: 10 Jahre Musical Hautnah Solist
- CD: Another Country Bernie Blanks 2005
- CD: Starlight Express – Live-Aufnahme Rusty, Deutsche Uraufführung
- CD: Grease – Das Musical Deutsche Originalcast Roger
- CD: Tabaluga & Lilli – Deutsche Uraufführung Tabaluga
- CD: Maybe Someday Duett Bernie Blanks und Sonia Farke
- CD: Musical Stars3fach-CD mit Bernie Blanks, Solist
- CD: Forever's a long time, Duett mit Nigel David Casey
- CD: Shades of Night – Musicals goes Rock Various, Bernie Blanks im Duett mit Maik Lohse
- CD: Always a woman Solist
- CD: Gute Zeiten, schlechte Zeiten Sampler: Volume 9, Solist

## Bilder

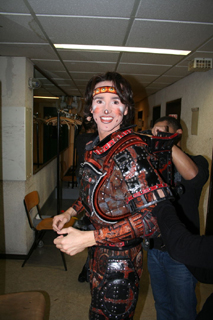
Bernie Blanks als „Rusty“
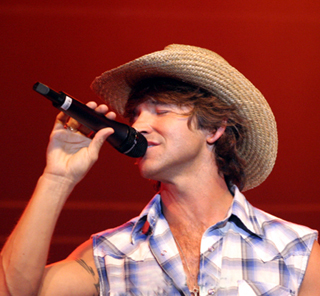
Bernie Blanks bei „Another Country“
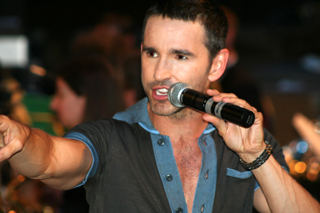
Bernie Blanks bei „Hollywood-Filmnacht“
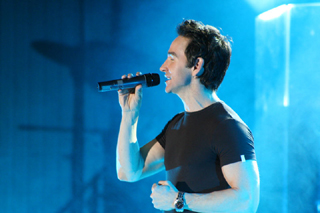
Bernie Blanks bei „Musical Hautnah“